# Rudolf Francoski
Rudolf (francosko Rodolphe), včasih tudi Ralf (Raoul), je bil od leta 923 do svoje smrti kralj Zahodnofrankovskega kraljestva, * okoli 890, † 14./15. januar 936. 
Za kralja je bil izvoljen kot naslednik svojega tasta Roberta I., ki je padel v bitki pri Soissonsu. Večino svoje vladavine je preživel v obrambi svojega kraljestva pred napadi Vikingov. 

## Ime
V sodobnih latinskih dokumentih je njegovo ime običajno zapisano kot Rodulfus, Sestavljeno je iz germanskih korenov hruod, slava, in wulf, volk. Rodulf in Rudolf sta različici tega imena. Francoska oblika imena je Rodolphe. V sodobni francoščini se kralj običajno omenja kot Raoul. To ime izhaja iz germanskega Radulfusa, sestavljenega iz germanskega rad, svetovalec in wulf, volk. Četudi ima to ime drugačen izvor, so ga sodobniki včasih uporabljali kot zamenljivo z Rodulfom. Sam kralj je vedno uporabljal ime Rodulfus, kot je zapisano na njegovem osebnem pečatu.

## Ozadje
Rudolf je bil rojen okoli leta 890 kot sin Riharda Justiciarja in Adelajde  Auxerrske. Leta 921 je od očeta podedoval vojvodino Burgundijo in se poročil z Emo, hčerko francoskega kralja Roberta I. Po tastovi smrti v bitki pri Soissonsu je bil izvoljen za njegovega naslednika proti odstavljenemu kralju Karlu Preprostemu. V Saint-Médard de Soissons ga je 13. julija 923 okronal Walter, nadškof v Sensu. Ob prevzemu krone je vojvodino Burgundijo predal svojemu mlajšemu bratu Hugu Črnemu. 

## Vladanje
Rudolfovo prvo dejanje je bil vojaški pohod proti vzhodnofrankovskemu kralju Henriku Ptičarju, ki je v začetku leta 923 v Jülichu sklenil mirovni sporazum s kraljem Robertom I. Henrik je kljub temu poskušal priključiti Lotaringijo, po srečanju s precej številčno Rudolfovo vojsko pa je ponovno sklenil mir. Leta 925 je Henrik napadel lotaringijskega vojvodo Gilberta in za vedno zavzel Lotaringijo. Rudolf se mu ni mogel upreti. 
Leta 924 so Vikingi znova vdrli v Zahodno Frankovsko. Iz doline Loare so grozili Hugu Velikemu, bratu kraljice Eme, Rudolf pa ni storil ničesar. Vikingi so nato napadli Burgundijo, domeno Rudolfovega brata, vendar so bili odbiti in so se premaknili proti Melunu, kjer so ogrozili Rudolfove dežele. Rudolfu so se pridružili le njegovi cerkveni vazali. Herbert II. Vermandoijski je novačil vojake v Burgundiji in bil prepričan, da se mu bo pridružil Hugo Veliki. Po odhodu Vikingov so začeli po celi regiji pustošiti Normani, ki jih je Karel Preprosti leta 911 naselil v vojvodini Normandiji. Herbert in Arnulf I. Flandrijski sta se pridružila Rudolfu in skupaj so zavzeli Eu, potem pa sta Rudolf in Arnulf padla v zasedo blizu Fauquemberguesa, kjer je bil kralj ranjen, grof Ponthieu ubit. Veliko mrtvih so imeli tudi Normani. 
Istega leta se je Rudolf s provansalskim kraljem Ludvikom Slepim pogovarjal o Madžarih, najnovejših barbarskih priseljencih v Evropo, ki so takrat grozili Ludviku. Leta 930 so Madžari vdrli v okolico Reimsa, vendar so odšli, preden se je kralj lahko spopadel z njimi. Leta 935 so Madžari vdrli v Burgundijo in Rudolf je proti njim poslal veliko vojsko, zaradi česar so se ponovno umaknili brez bitke. Zahodna Frankovska je bila začasno varna tako pred Vikingi kot pred Madžari. 
Da bi povečal svojo moč, je Herbert II. Vermandoijski  uporabil ujetega kralja Henrika Preprostega kot pogajalsko orodje, da bi leta 925 zagotovil nadškofijo Reims za svojega sina Huga in leta 927 grofijo Laon za svojega sina Oda. Rudolfove pritožbe so privedle do tega, da je Herbert II. privedel Karla v Rouen kot poklon tamkajšnjemu grofu Viljemu  Longswordu in nato v Reims, da bi pritisnil na papeža Janeza X. Leta 928 je Herbert II. končno dobil Laon, toda naslednje leto je Karel umrl in Herbert II. je izgubil svojo moč proti Rudolfu. 
Po zmagi nad Vikingi v Limousinu, je Rudolf prejel zvestobo Akvitancev in poklon Viljema Longsworda, kateremu je leta 933 podelil otoke ob obali Normandije, sedanje Kanalske otoke.
Leta 929 je Rudolf poskušal zmanjšati moč akvitanskega vojvode Ebala. Odvzel mu je dostop do Berryja in leta 932 podelil naslov princa Gotije toulouškemu grofu Rajmondu Ponsu in njegovemu bratu Rogeriju Ermengolu. Na Rajmonda je prenesel tudi grofijo Auvergne. Poleg tega je ozemlje marke, ki je bilo pod nadzorom gospoda Charrouxa, preoblikoval v neodvisno grofijo. Pozneje je  vodil kampanjo, da bi izkoreninil zadnje vikinške trdnjave, in nato  agresivno nastopil proti Herbertu II., vkorakal v Reims in leta 931 Huga zamenjal z Artaldom. Nato je Rudolf, ki se mu je pridružil Hugo Veliki, požgal Herbertove trdnjave in ga stisnil v kot v Château-Thierryju, kjer je imel od leta 933 do 934 zaprtega kralja Henrika. Leta 935 sta nasprotnika sklenila mir, potem pa je Rudolf zbolel in nekaj  mesecev kasneje 14. ali 15. januarja 936 umrl brez sinov.
Nasledil ga je Ludvik IV., imenovan Prekomorski, sin Karla Preprostega. 